# Naučná stezka Pobřežní louka Pärnu
Naučná stezka Pobřežní louka Pärnu, estonsky Pärnu rannaniidu matkarada, je okružní naučná stezka na pobřeží Rižského zálivu Baltského moře v Estonsku. Nachází se u pláže v pobřežních mokřadových loukách ve čtvrti Rannarajoon města Pärnu v kraji Pärnumaa.

## Galerie

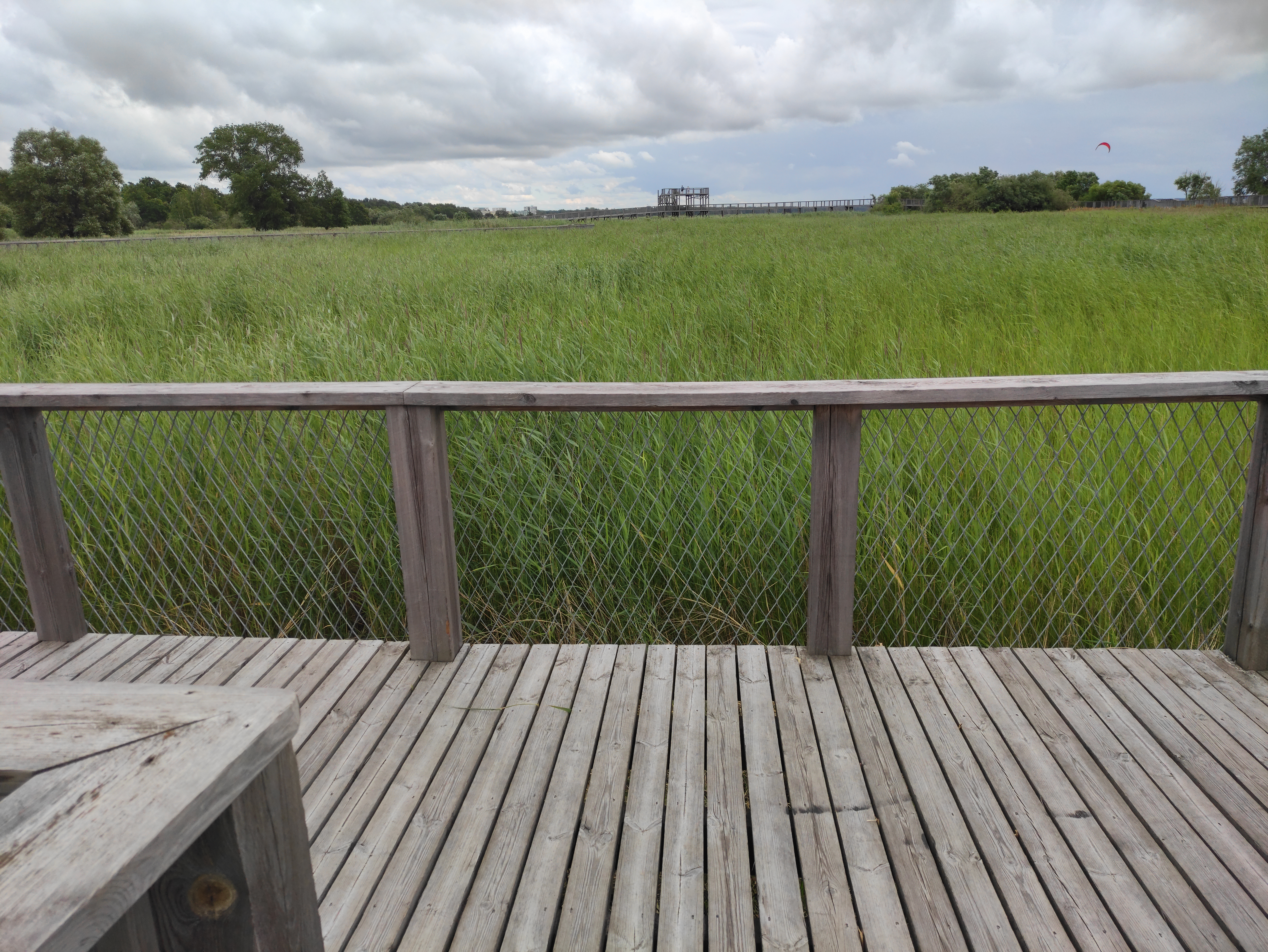
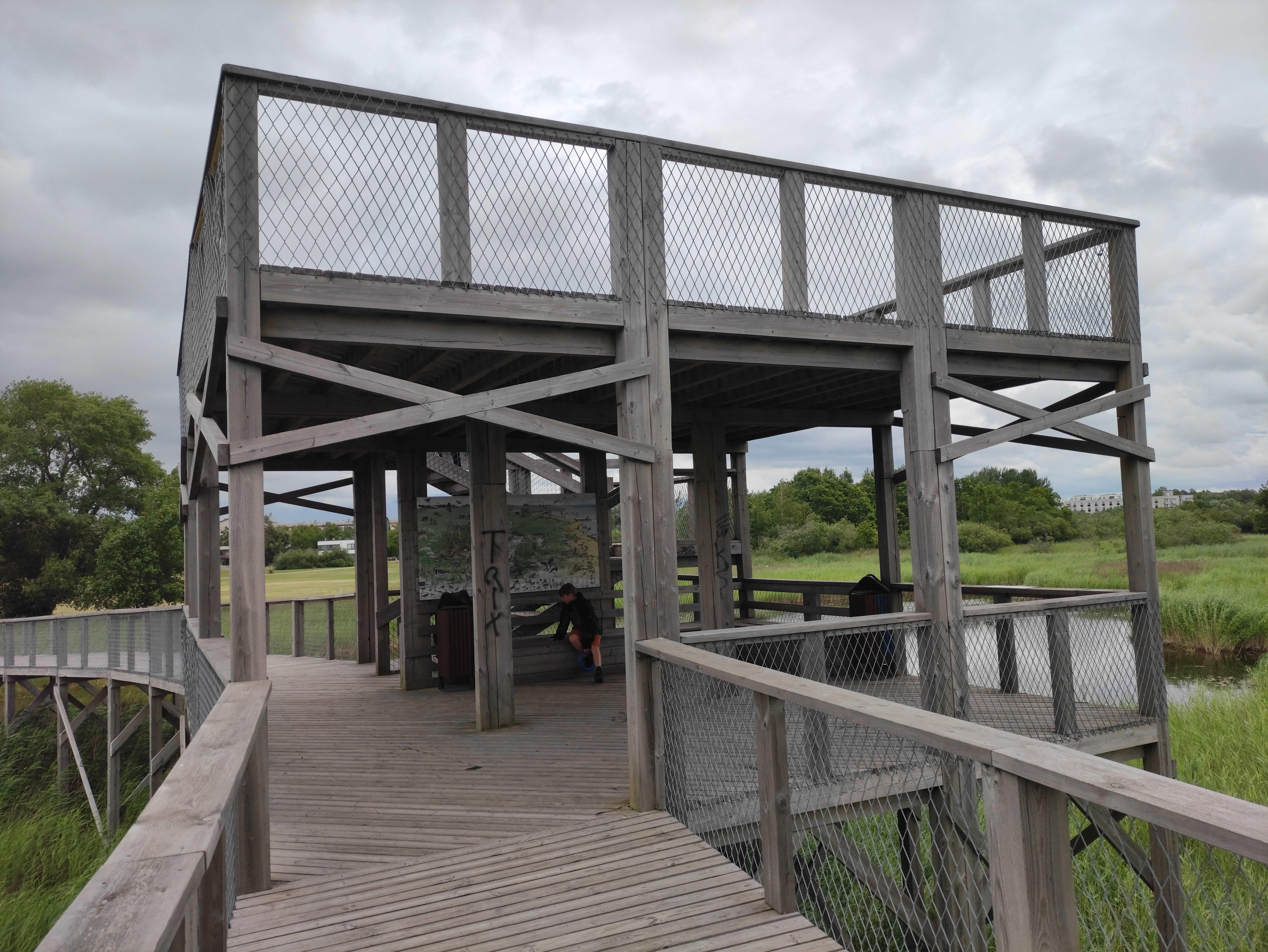
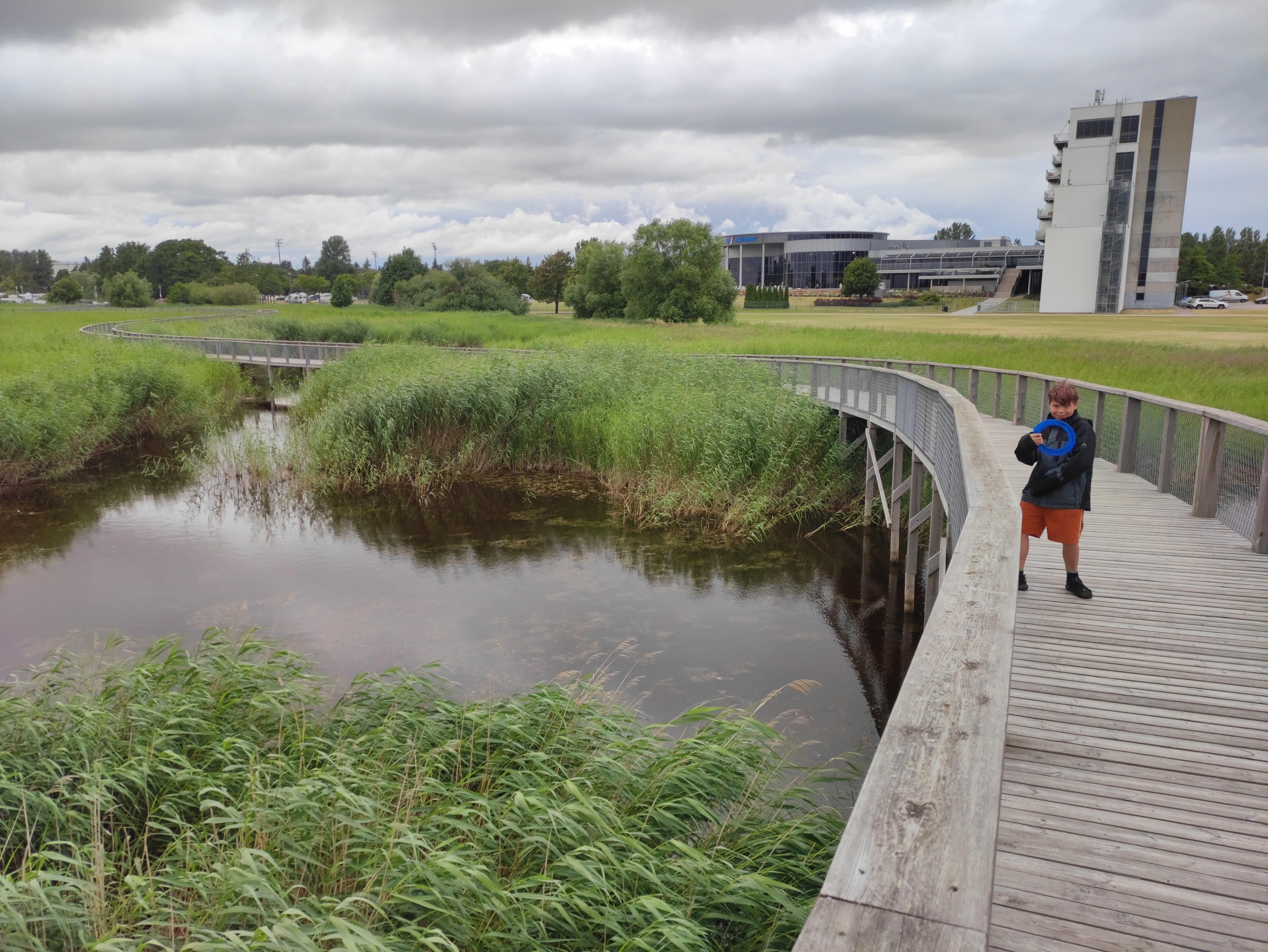
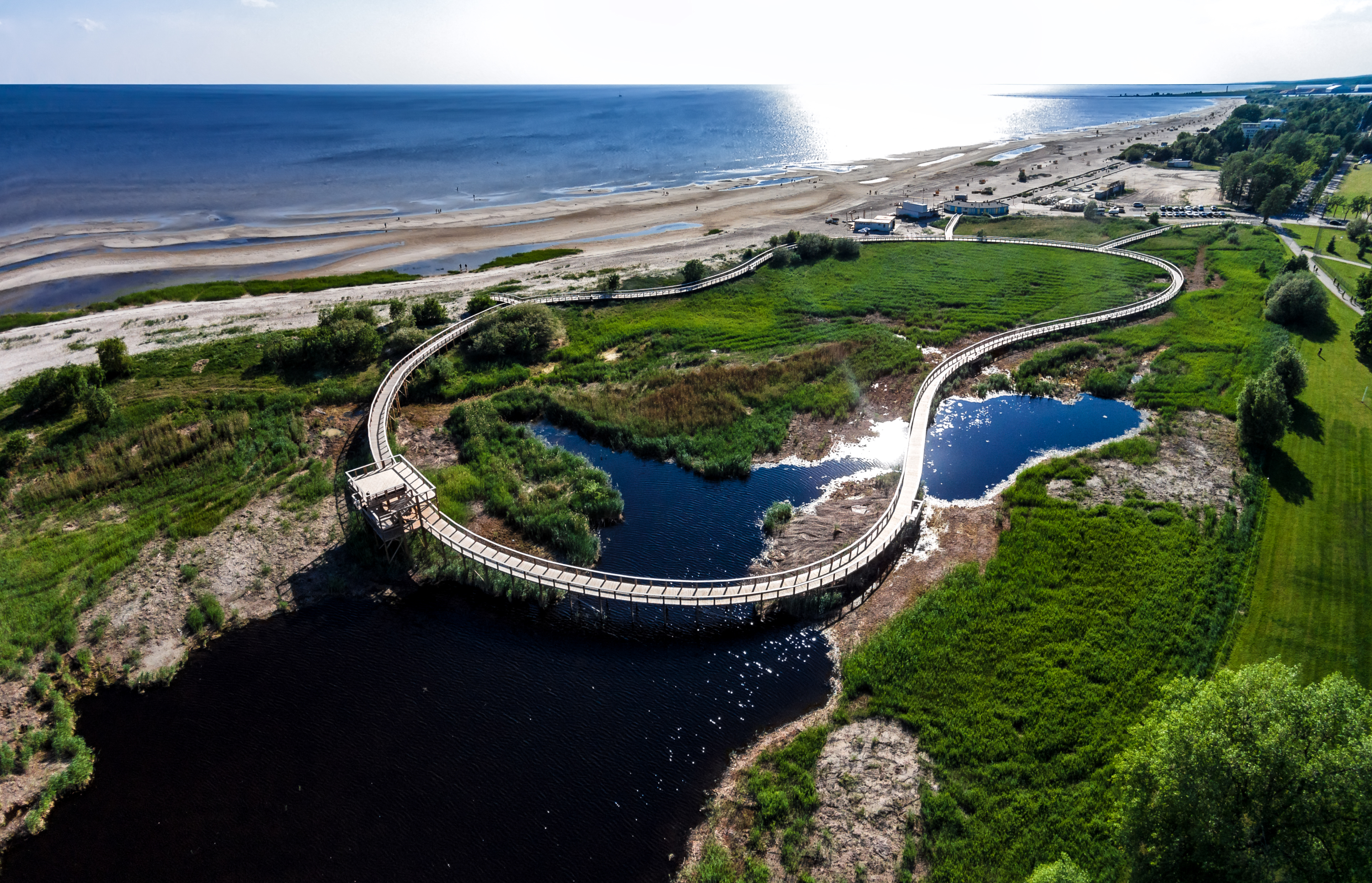

## Další informace
Naučná stezka Pobřežní louka Pärnu je postavena na dřevěných povalových chodnících a má délku 600 metrů a jednu dřevěnou nezastřešenou vyhlídkovou plošinou. Vede nad lučním mokřadem a je zaměřena především na místní přírodu pobřeží Pärnu. Stezka, která je doplněna informačními panely, je celoročně volně přístupná a vhodná i pro vozíčkáře.